# Norðurþing
Norðurþing est une municipalité du nord-est de l'Islande.

## Jumelages
La ville de Norðurþing est jumelée avec :
- Aalborg (Danemark)
- Fredrikstad (Norvège)
- Karlskoga (Suède)
- Riihimäki (Finlande)
- Qeqertarsuaq (Groenland)
- Eastport (États-Unis)
- Fuglafjørður (Îles Féroé)